# Акокик (Мериленд)
Акокик (енгл. Accokeek) насељено је место без административног статуса у америчкој савезној држави Мериленд.

## Демографија
По попису из 2010. године број становника је 10.573, што је 3.224 (43,9%) становника више него 2000. године.
| Група             | 2000.         | 2010.         |
| Белци             | 3.112 (42,3%) | 2.488 (23,5%) |
| Афроамериканци    | 3.498 (47,6%) | 6.811 (64,4%) |
| Азијати           | 382 (5,2%)    | 584 (5,5%)    |
| Хиспаноамериканци | 172 (2,3%)    | 497 (4,7%)    |
| Укупно            | 7.349         | 10.573        |